# نغمة جانبية
النغمة الجانبية عبارة عن ردود فعل مسموعة لشخص يتحدث أو يصدر صوتًا كمؤشر على إرسال النشط. يتم تقديم النغمة الجانبية بواسطة بعض دوائر الاتصالات ويتم استخدام الدوائر المضادة للنغمات الجانبية للتحكم في مستواها.
النغمة الجانبية هو السلوك المتوقع لأنظمة الهاتف. يمكن أن يؤدي غياب النغمة الجانبية إلى اعتقاد المستخدمين بأن المكالمة قد تم إسقاطها أو جعلهم يتحدثون بصوت عالٍ. الكثير من النغمات الجانبية يمكن أن تجعل المستخدمين يتحدثون بهدوء.

## اتصالات هاتفية
في المهاتفة، النغمة الجانبية هي تأثير الصوت الذي يلتقطه جهاز إرسال الهاتف (قطعة الفم) ويتم إدخاله على الفور عند مستوى إشارة إلكترونية منخفض إلى جهاز الاستقبال (سماعة الأذن) لنفس الهاتف، وهو شكل من أشكال ردود الفعل الكهربائية من خلال الهاتف الهجين. كانت النغمات الجانبية في هواتف أوائل القرن التاسع عشر قوية بسبب نوع الدائرة المستخدمة في الأجهزة. تمكنت الدوائر المضادة للنغمة الجانبية في الهاتف الهجين من السيطرة على النغمة الجانبية في أوائل القرن العشرين، مما ترك إشارة ردود فعل كافية لطمأنة المستخدم بأن الهاتف يعمل.
استخدمت جميع الهواتف الأرضية (السلكية واللاسلكية) تقريبًا نغمة جانبية، لذلك كان هذا تقليدًا متوقعًا للاتصالات الخلوية، ولكنه ليس قياسيًا. تبلغ نسبة النغمات الجانبية على الخطوط الأرضية عادةً 8%، و4% للهواتف المحمولة.[بحاجة لمصدر] يعتقد خبراء سهولة الاستخدام أن عدم وجود نغمة جانبية كافية يجعل بعض الأشخاص يصرخون أو يتحدثون بصوت عالٍ جدًا عند استخدام الهاتف الخلوي، وهو السلوك الذي يشار إليه أحيانًا باسم "الصراخ الخلوي".
إحدى فوائد الهواتف التي تدعم النغمة الجانبية هي أن المستخدم يعرف أن المكالمة قد تم إسقاطها أو إنهاؤها إذا لم يعد يسمع النغمة الجانبية. توفر الضوضاء المريحة فائدة مماثلة.
يتم تعطيل النغمة الجانبية عند تشغيل الهواتف في وضع مكبر الصوت لمنع ردود الفعل الصوتية المباشرة من مكبر الصوت إلى الميكروفون، مما يؤدي إلى حدوث ضجيج. يمكن تضخيم النغمة الجانبية، وغالبًا ما يتم ذلك، للهواتف الأرضية المخصصة لضعاف السمع.

## إبراق راديوي
في الإبراق اللاسلكي وراديو الهواة، النغمة الجانبية هي إشارة مسموعة لإشارة موجة مستمرة حيث يرسل المشغل شفرة مورس. كما هو الحال في الاتصالات الهاتفية، تعمل النغمة الجانبية بمثابة ملاحظات للمشغل بأن ما يرسله هو المقصود.
تم تصميمه لتقليد النغمة التي يولدها جهاز استقبال راديو نموذجي عندما يتم تحويل إشارة الموجة مستمرة إلى التردد المتوسط، ثم يتم مزجها مع تردد مذبذب تردد الإيقاع لإنشاء تردد مختلف، والذي يكون مسموعًا عبر الراديو مكبر الصوت أو سماعات الرأس.
يتم استخدام النغمة الجانبية أيضًا في أجهزة الراديو الصوتية لمنح مشغل الراديو الثقة في أنه يرسل عبر الراديو. عادةً ما يتم اشتقاق صوت النغمة الجانبية من دوائر إرسال الصوت.

## أنظمة العناوين العامة
عندما يكون المعلق أو المذيع أو مقدم البرامج في حدث عام قادرًا على سماع صوتهم في الإخراج المتأخر من مكبرات الصوت، فقد يختارون استخدام سماعة الرأس التي توفر نغمة جانبية فورية لصوتهم، وبالتالي إزالة تأثير التشتيت من ردود الفعل السمعية المتأخرة بشكل كبير من مكبرات الصوت.

## أنظر أيضا
- قمع الصدى والإلغاء
- نظام مراقبة المرحلة